# دوشان تپه (چالدران)
دوشان تپه روستایی در ایران است که در دهستان چالدران جنوبی ، بخش مرکزی شهرستان چالدران ، استان آذربایجان غربی در ایران واقع شده‌است. بر اساس سرشماری مرکز آمار ایران در سال 1385 جمعیت دوشان تپه ۵۹ نفر است.